# Rudolf Vesper
Rudolf Vesper (ur. 3 kwietnia 1939 w Niemilu) – wschodnioniemiecki zapaśnik walczący w stylu klasycznym. Dwukrotny olimpijczyk. Złoty medalista z Meksyku 1968 i jedenasty w Tokio 1964. Walczył w kategorii 78 kg.
Wicemistrz świata w 1963 i 1967. Brązowy medalista mistrzostw Europy w 1970 roku.
Mistrz NRD w 1960, 1963, 1965, 1966, 1967, 1968, 1970, 1972 i 1973; drugi w 1961 i 1971; trzeci w 1959 roku.